# مصرف ليبيا المركزي
مصرف ليبيا المركزي هو السلطة النقدية في دولة ليبيا وهو مؤسسة مالية مستقلة مملوكة بالكامل للدولة الليبية، بدأ نشاطه رسميًا في الأول من أبريل 1956 بدلًا عن لجنة النقد التي أنشئت في 1951.

## الهيكلية
يتكون مجلس الإدارة من المحافظ رئيساً ونائب المحافظ نائبا للرئيس وعدد ستة أعضاء آخرين، ويعتبر المحافظ هو الرئيس التنفيذي للمصرف وهو الذي يتولى إدارته وتصريف شؤونه العادية تحت إشراف مجلس الإدارة.

## المحافظون
بلغ عدد محافظي المصرف المركزي منذ إنشائه حتى الآن ثمانية عشر محافظًا، وجدير بالذكر أن هناك فترتين انقسمت فيها إدارة المصرف المركزي، الأولى عام 2011 أثناء أحداث ثورة 17 فبراير، والثانية بدأت في سبتمبر 2014 على إثر انتخاب مجلس النواب الليبي، وإنتهى الإنقسام بتوحيد المصرفين في أغسطس 2023.
| المحافظ                | بداية العهدة   | نهاية العهدة   |
| ---------------------- | -------------- | -------------- |
| ناجي محمد عيسى         | 1 أكتوبر 2024  | حتى الآن       |
| عبدالفتاح عبد الغفار   | 26 أغسطس 2024  | 1 أكتوبر 2024  |
| محمد الشكري            | 29 يناير 2018  | 26 أغسطس 2024  |
| علي سالم الحبري        | 14 سبتمبر 2014 | 29 يناير 2018  |
| الصديق عمر الكبير      | 12 أكتوبر 2011 | 26 أغسطس 2024  |
| محمد الزروق رجب        | 2 أبريل 2011   | أغسطس 2011     |
| عبد الحفيظ الزليطني    | 6 مارس 2011    | 2 أبريل 2011   |
| قاسم شرح البال عزوز    | أبريل 2011     | 11 أكتوبر 2011 |
| أحمد سعيد الشريف       | فبراير 2011    | أبريل 2011     |
| فرحات بن قدارة         | 6 مارس 2006    | 6 مارس 2011    |
| أحمد امنيسى عبد الحميد | 23 مارس 2001   | 5 مارس 2006    |
| الطاهر الهادي الجهيمي  | 14 فبراير 1996 | 22 مارس 2001   |
| عبد الحفيظ الزليطني    | 7 أكتوبر 1990  | 13 فبراير 1996 |
| محمد الزروق رجب        | 4 يناير 1987   | 6 أكتوبر 1990  |
| رجب عبد الله المسلاتي  | 18 يناير 1981  | 3 يناير 1987   |
| قاسم محمد شرلالة       | 20 سبتمبر 1969 | 17 يناير 1981  |
| خليل أحمد البناني      | 27 مارس 1961   | 1 سبتمبر 1969  |
| علي نور الدين العنيزي  | 26 أبريل 1955  | 26 مارس 1961   |

## مجلس الإدارة
قامت هيئة رئاسة مجلس النواب بتعيين أعضاء جدد لمجلس إدارة المركزي بناءًا على قرار رقم (17) لسنة 2024. ويأتي ذلك بعد خلافات إمتدت لحوالي شهرين حول محافظ المركزي ومجلس الإدارة.
يتكون مجلس إدارة مصرف ليبيا المركزي الحالي من كلا من:
1. د. فاخرمفتاح بوفرنة
2. وسام الساعدي الكيلاني الساعدي
3. د. فوزي مصباح علي بوخزام
4. رضا امحمد سعيد قرقاب
5. عامر محمد كركر
6. علي عوض علي عمران

## معلومات تاريخية
تأسس المصرف في عام 1955 تحت اسم المصرف الوطني الليبي بموجب القانون رقم 30 لسنة 1955، بدأ مصرف ليبيا المركزي نشاطه في 1 أبريل 1956، وحل بذلك محل لجنة النقد الليبية التي أنشئت في عام 1951. ثم تغير اسمه إلى مصرف ليبيا بموجب قانون البنوك لسنة 1963. ثم تغير اسمه بعد ثورة الفاتح إلى اسمه الحالي وهو مصرف ليبيا المركزي.[بحاجة لمصدر] وقد كانت من بين وظائفه المحافظة على تغطية العملة المصدرة بأصول إسترلينية ولم يكن له في بـداية نشاطه أي دور في مراقبة عرض النقود أو الائتمان المصرفي أو في الرقابة على المصارف.

## صلاحيات مصرف ليبيا المركزي
- تنظيم وإصدار العملة الورقية والمعدنية.
- المحافظة على استقرار النقد الليبي في داخل وخارج ليبيا.
- إدارة احتياطيات الدولة من الذهب والعـملات الأجنبية.
- تنظيم الائتمان المصرفي من حيث الحجــم والنوع والسعر بما يكفل مواجهة الحاجات الحقيقية للنمو الاقتصادي والاستقرار النقدي بليبيا.
- اتخاذ التدابير اللازمة لمعالجة الاضطرابات الاقتصادية أو المالية دولية كانت أو محلية.
- العمل كمصرف للمصارف التجارية.
- مراقبة المصارف التجارية والتأكد من سلامة أوضاعها المالية ومراقبة كفاءة أدائها وضمان حقوق زبائنها.
- العمل كمصرف ووكيل مالي للدولة ومؤسساتها العامة.
- تقديم المشورة للدولة فيما يتعلق برسم وتقييم السياسة الاقتصادية والمالية.
- مراقبة الصرف الأجنبي.
- القيام بالمهام أو العمليات التي عادة ما يقوم بها أي مصرف مركزي آخر وما قد يسند إليه من مهام بموجب قانون المصارف والنقد والائتمان أو أية اتفاقيات دولية تكون الدولة طرفًا فيها.
- إصدار وإدارة القروض التي تعقدها الدولة.

## أهم وظائف مصرف ليبيا المركزي
بيان موجز بأهم وظائف مصرف ليبيا المركزي:

### إصدار وتنظيم العملة
وحدة العملة الوطنية هي الدينار الليبي وينقسم إلى ألف درهم. وهو مرتبط مع سلة وحدة حقوق السحب الخاصة منذ 1986. بسعر ثابت وهو وفق آخر تعديل في 14-6-2003 مساويًا 0.5175 وحدة حقوق سحب الخاصة لكل دينار ليبي واحد، ويقوم المصرف بنشر أسعار صرف الدينار الليبي مقابل العملات الأجنبية وفقاً لتغير تلك العملات مقابل وحدة حقوق السحب الخاصة.
مصرف ليبيا المركزي هو الجهة المخولة قانوناً بإصدار العملة الوطنية (الورقية والمعدنية) وعادة ما تغطى العملة المصدرة للتداول بالذهب والعملات الأجنبية القابلة للتحويل.[بحاجة لمصدر]
وتوجد أقسام الإصدار في مدينة البيضاء، وغريان بالإضافة إلى المركز الرئيسي طرابلس.

### إدارة الاحتياطيات ومراقبة الصرف الاجنبي
يحتفظ مصرف ليبيا المركزي ويدير احتياطيات ليبيا من الذهب والعملات الأجنبية ويقوم المصرف باختيار الأدوات الاستثمارية المناسبة والقيمة التي يتم استثمارها من كل عملة، آخذاً في الاعتبار التطورات في أسعار الصرف وفي الأسواق المالية بما يضمن سلامة وربحية هذه الاستثمارات.
يسمح المصرف المركزي للمصارف التجارية بالاحتفاظ بأصول أجنبية وفقاً للتعليمات التي يصدرها من وقت لآخر بما يتمشى والسياسة العامة ويقوم مصرف ليبيا المركزي بتخفيف الرقابة على الصرف الأجنبي بشكل تدريجي في ضوء الاستقرار الاقتصادي الذي تشهده ليبيا بهدف تشجيع المستثمرين الأجانب.

### مصرف الدولة
يعتبر مصرف ليبيا المركزي الوكيل المالى لليبيا فهو يحتفظ بحسابات وايرادات ومصروفات الامانات والمؤسسات العامة الليبية، كما أنه يقوم بصرف وتحويل وتحصيل الأموال محلياً وخارجياً، وإدارة عمليات خطابات الاعتماد نيابة عن زبائنه، كما يقوم بتقديم خدماته المصرفية إلى الامانات والمؤسسات العامة الليبية.
كما يقوم مصرف ليبيا المركزي بمهمة إدارة الدين العام الذي يتكون من اذونات وسندات الخزانة العامة. ويقوم المصرف بشراء وبيع هذه الاذونات والسندات من وإلى المصارف التجارية. كما يقوم بدفع الفوائد المستحقة على الدين العام.

### مصرف المصارف
يحتفظ مصرف ليبيا المركزي بالاحتياطي النقدي الالزامى المطلوب من المصارف التجارية كنسبة من ودائع زبائنها بالإضافة إلى أنه يقبل ودائع زمنية من هذه المصارف مقابل فوائد. يعتبر مصرف ليبيا المركزي الملجأ الأخير للمصارف التجارية حيث يستطيع منحها قروض غير اعتيادية في مواجهة أية ظروف استثنائية تهدد الاستقرار النقدي والمصرفي في ليبيا.

### مراقبة وتنظيم النشاط المصرفي
يقوم مصرف ليبيا المركزي بفحص وتحليل المراكز المالية للمصارف التجارية والتأكد من إنها تحتفظ بالنسب المطلوبة كتلك المتعلقة بالاحتياطي النقدي الالزامى والسيولة القانونية. كما يصدر المصرف توجيهاته المباشرة إلى المصارف التجارية في شأن الائتمان الممنوح من قبل القطاع المصرفي.
يقوم موظفو مصرف ليبيا المركزي بالتفتيش على المصارف التجارية وفروعها وفحص دفاترها وسجلاتها للتأكد من سلامة أوضاعها المالية ودقة البيانات المحالة إليه، ومدى ملائمة خدماتها المصرفية، ويقوم المصرف المركزي الليبي بتقديم خدماته إلى المصارف التجارية في مجال مقاصة الصكوك وفي مجال مركزية مخاطر الائتمان.

### دور مصرف ليبيا المركزي في التنمية الاقتصادية
يتضح الدور المباشر لمصرف ليبيا المركزي في التنمية الاقتصادية من خلال مساعدة المؤسسات المالية على استقطاب وتوجيه المدخرات نحو تمويل المشروعات والوحدات الإنتاجية والخدمية العامة والخاصة. يساهم المصرف أيضا في تعزيز الوضع المالي لليبيا من خلال إدارة الدين العام وإدارة احتياطياتها من الذهب والعملات الأجنبية.
يلعب المصرف دوراً غير مباشر في التنمية الاقتصادية بما يجسده من تأثير في نشاط المصارف التجارية وخاصة من خلال التحكم في حجم ونوع وتكلفة الائتمان، وأيضا من خلال إقرار سياسة نقدية قادرة على تعزيز الثقة المحلية والخارجية في قوة واستقرار الدينار الليبي وفي الاقتصاد عموماً، وكذلك من خلال تشجيع الادخار المحلى من قبل الإفراد والجهات الاعتبارية وتوجيهه للاستثمار في القطاعات الإنتاجية والخدمية.

## أحداثثورة 17 فبراير
قال متحدث باسم المجلس الوطني الانتقالي الليبي يوم الثلاثاء ان قافلة من 200 إلي 250 عربة عبرت الحدود الليبية إلى النيجر كانت مُحَملة ذهبًا وأموالاً أُخذت من المصرف المركزي الليبي فرع سرت.
كما قال المركزي الليبي لقناة العربية تواجد احتياط الذهب في طرابلس والبيضاء.

## وصلات خارجية
- موقع مصرف ليبيا المركزي